# Referendum in Opper-Silezië

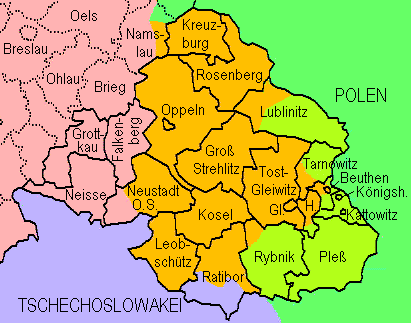
Kaart Opper-Silezië
Rose = Duitsland
Groen = Polen
Lila = Tsjechoslowakije (Hultschiner Landje inbegrepen)
Lichtgroen = aan Polen afgestaan
Oranje = bij Duitsland gebleven

Het referendum in Opper-Silezië op 21 maart 1921 was een referendum waarbij de bevolking van Opper-Silezië, het oostelijk deel van de Pruisische provincie Silezië zich kon uitspreken voor een verblijf in de Duitsland of aansluiting bij Polen. 59,6% van de uitgebrachte stemmen koos voor Duitsland en 40,4% koos voor Polen. Op de Ambassadeursconferentie van Parijs werd uiteindelijk besloten om het gebied in twee te verdelen. Oost-Opper-Silezië werd afgestaan aan Polen, terwijl de rest bij de Vrijstaat Pruisen bleef. 

## Voorgeschiedenis
Op de Vredesconferentie van Parijs in 1919 werd beslist dat Duitsland en Oostenrijk stukken land moesten afstaan aan de buurlanden. Ongeveer 54.000 km² van Duitsland ging naar het nieuwe land Polen, dat aan het einde van de achttiende eeuw verdeel werd over de drie buurlanden. In bepaalde grensgebieden waar een gemengde bevolking woonde werd een referendum gehouden waarin de inwoners zelf konden kiezen bij welk land ze wilden horen. Opper-Silezië was daarbij het belangrijkste omdat het een industriële regio betrof en dus een economische impact had. 
Het gebied werd bezet door het Britse, Franse en Italiaanse leger. Zowel de Polen als de Duitsers mochten campagne voeren om stemmen te ronselen. In 1920 werd de streek rond de stad Hlučín, het zuidelijke deel van Ratibor met een Tsjechisch-sprekende meerderheid, afgestaan aan Tsjecho-Slowakije. In dit gebied werd geen referendum gehouden. Middels een soortgelijk referendum werd destijds beslist of Burgenland bij Oostenrijk of Hongarije zou worden ingedeeld.

## Bevolkingsontwikkeling
| Pools | 377.100 (67,2 %) | 418.437 | 456.348 | 495.362 | 525.395 | 540.402 | 568.582 | 584.293 | 612.849 | 665.865 | 742.153 | 918.728 (58,2 %) | 1.048.230 (56,1 %) | 1.158.805 (56,9 %) | 1.169.340 (53,0 %) |
| Duits | 162.600 (29,0 %) | 255.383 | 257.852 | 290.168 | 330.099 | 348.094 | 364.175 | 363.990 | 406.950 | 409.218 | 457.545 | 566.523 (35,9 %) | 684.397 (36,6 %)   | 757.200 (37,2 %)   | 884.045 (40,0 %)   |

## Het referendum

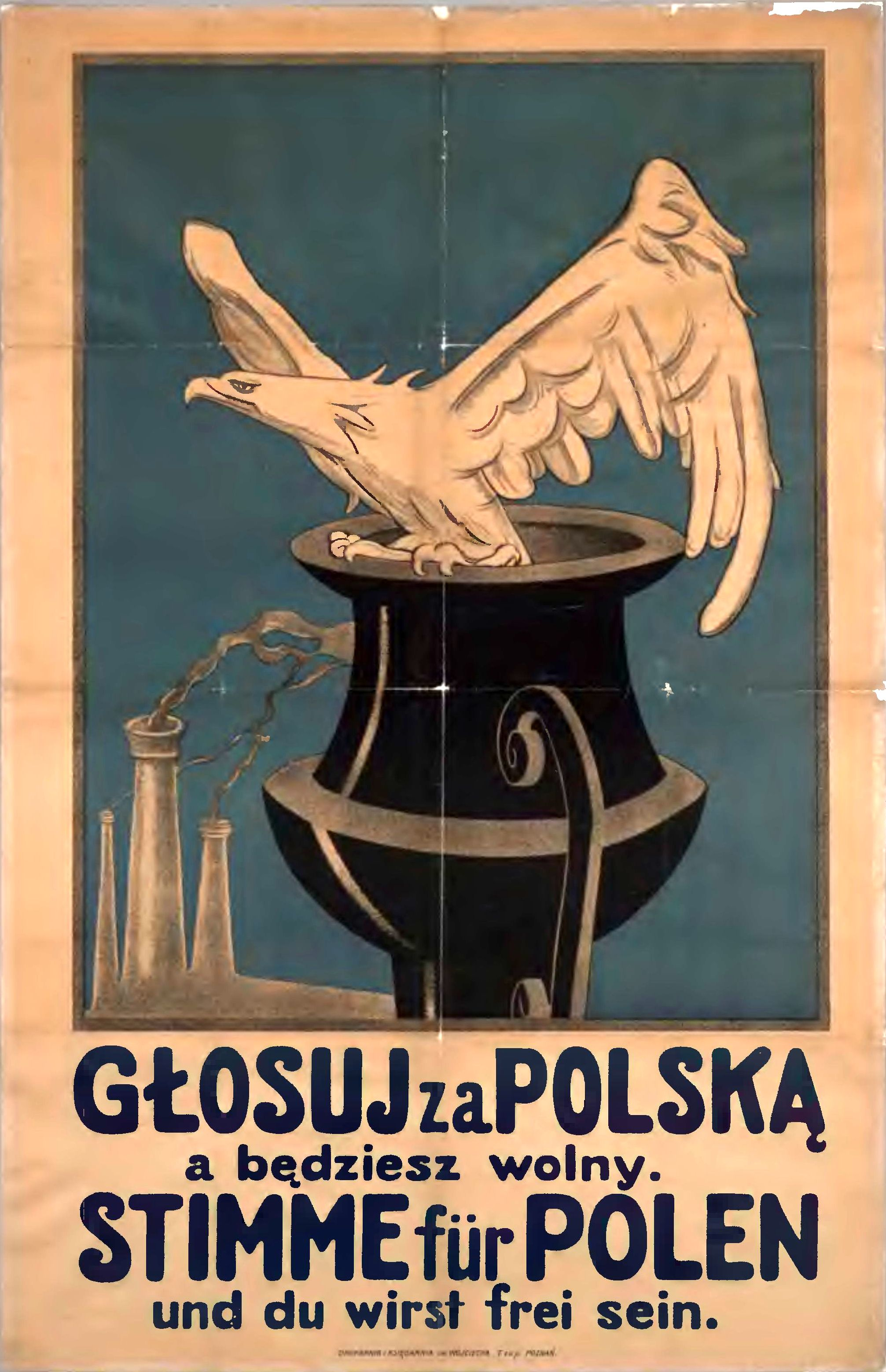
Tweetalige Poolse propagandaposter: Stem voor Polen en je zal vrij zijn

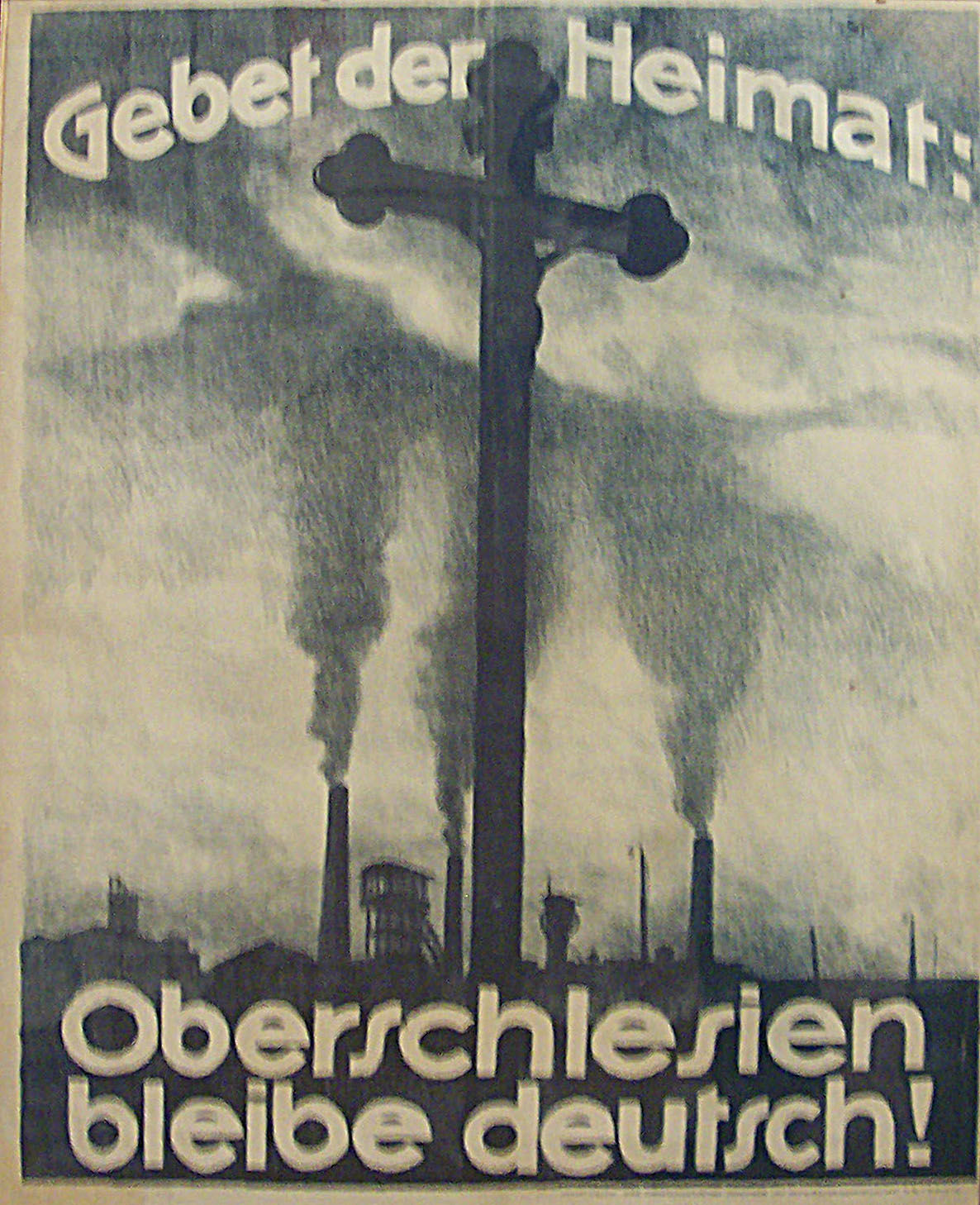
Duitse propagandaposter: Gebed voor het thuisland: Opper-Silezië blijf Duits!

Er werden 1186.758 stemmen uitgebracht in het gebied waar 2073.663 mensen woonden. 717.122 stemmen waren voor Duitsland en 483.514 voor Polen. De steden en meeste dorpen kozen hadden Duitse meerderheden. De districten Pleß (Pszczyna) en Rybnik in het zuidoosten, Tarnowitz (Tarnowskie Góry) in het oosten en Tost-Gleiwitz (Gliwice) in het midden hadden een Poolse meerderheid terwijl in Lublinitz (Lubliniec) en Groß Strehlitz (Strzelce Opolskie) de stemmen ongeveer gelijk waren. De Industriële districten Beuthen (Bytom), Kattowitz (Katowice), Hindenburg (Zabrze) en Königshütte (Chorzów) hadden een kleine Duitse meerderheid al was dit in Beuthen en Kattowitz volledig aan de stadsbevolking te wijten die grotendeels Duits stemde terwijl de omliggende dorpen voor Polen kozen. 
De beslissing over de deling werd uiteindelijk bij de Volkenbond gelegd. Het grootste deel van het industriële district ging naar Polen. Polen kreeg ongeveer de helft van de bevolking, maar slechts een derde van het grondgebied. Ze kregen 3214,26 km² van de 10950,89 km², maar wel 80% van de zware industrie in de regio.
De Duitse en Poolse regeringen kwamen overeen om de belangen van de minderheden in de landen op zijn minste 15 jaar te waarborgen. 
Het aan Polen afgestane deel kreeg een zeker autonomie van de Polen alsook het in Duitsland gebleven deel waar de provincie Opper-Silezië opgericht werd en zich afscheurde van de provincie Silezië. 